# Mogocsai járás
A Mogocsai járás (oroszul Могочинский район) járás Oroszország Bajkálontúli határterületén. Székhelye Mogocsa.
A járást 1926-ban hozták létre.

## Népessége
- 2002-ben 27 225 lakosa volt.
- 2010-ben 25 508 lakosa volt.